# 1992年チェコ共和国国民評議会選挙
1992年チェコ共和国国民評議会選挙は、チェコ・スロバキアを構成していたチェコ共和国の議会であるチェコ国民評議会（現チェコ共和国議会代議院）の議員を選出するため1992年6月5日と6日にチェコで行われた選挙である。なお、チェコ・スロバキアの立法府である連邦議会両院（人民院と国民院）の選挙も同日実施された（→1992年チェコスロバキア連邦議会選挙）。

## 基礎データ
- 選挙権：18歳以上
- 被選挙権：21歳以上
- 議員任期：4年
- 議員定数：200名
- 選挙区：8選挙区
- 選挙制度：比例代表制

1. 有権者は政党名簿に投票
2. 拘束名簿式であるが、有権者は選択した政党名簿に記載されている候補者の中から最大4名に選好投票が可能。
3. 議席配分はまず選挙区ごとにドループ式（最大剰余法）で議席配分し、残った議席についてはチェコ共和国全体を1選挙区として最初の議席配分で余った票を集計してやはりドループ式で配分する。
4. 選挙区における政党得票に占める選好投票が10％以上となった場合、選好投票で過半数を得た候補者は候補者名簿の1位に移動する。

- 阻止条項：有効投票の5％以上

出典：下院選挙－1990年（連邦期）。2011年7月25日閲覧

## 主要政党
本選挙に候補者名簿を提出した主要政党について紹介する。

### 旧フォーラム系政党
1989年11月に様々な市民や政党、社会団体が結集して結成され、1990年選挙でチェコ共和国における第1党となった市民フォーラム（Občanské fórum、OF）は組織のあり方を巡る問題で、1991年4月に分裂した。
- 市民民主党（Občanská demokratická strana、ODS）
フォーラム内の経済自由主義者が結成した中道右派政党。今回の選挙ではキリスト教民主党と同盟（Koalice ODS-KDS）を結成して選挙に臨んだ。
- 市民民主同盟（Občanská demokratická aliance、ODA）
1989年12月に結成された政党でフォーラムの一員として活動していた。市民フォーラム分裂後は独自行動を採った。
- 市民運動（Občanské hnutí、OH）
フォーラムが分裂した際、イジー・ディーンストビール（Jiří Dienstbier）外相を中心とした中道志向のグループがフォーラムの精神を継承する独自の政治運動組織として結成。

### キリスト教民主運動系政党
- キリスト教民主同盟＝チェコスロバキア人民党（Křesťanská a demokratická unie – Československá strana lidová、KDU-CSL）　
キリスト教民主主義に立脚した政党で1919年に結成。共産党政権時代は衛星政党としての地位に留まっていたが、共産政権崩壊後の1989年11月以降、自立した政党として活動。
- キリスト教民主党（Křesťansko-demokratická strana、KDS）
1989年12月に結成されたキリスト教民主主義政党。1990年選挙では人民党などキリスト教系諸政党と連合を結成したが、今回の選挙では市民民主党と同盟（Koalice ODS-KDS）を結成して選挙に臨んだ。

### 中道左派系政党
- チェコ社会民主主義（Československá sociální demokracie、ČSSD）
1989年の共産党政権崩壊後に再建。1990年選挙では議席阻止線の得票率5％を上回る得票を得られず、議席確保はできなかった。1991年春の市民フォーラム崩壊後にフォーラム内の社会民主主義派が合流した。
- 自由社会同盟（Liberálně sociální unie、LSU）
チェコスロバキア社会党（Československá strana socialistická、ČSS）や緑の党（Stranazelených、SZ）、農業党（Zemědělská strana）、農業者運動（Hnutí zemědělců）による中道左派の政党連合。

### 旧共産党系政党
- 左翼ブロック（Levý blok）
ボヘミア・モラビア共産党（KSČM）と民主左翼（Demokratika levice）による政党連合。ボヘミア・モラビア共産党は1990年選挙後、チェコスロバキア共産党を構成する一員として結成。民主左翼は1990年4月に共産党指導部に批判的なグループが結成した政党。

### その他の政党
- 共和国連盟＝チェコスロバキア共和党（Sdružení pro republiku - Republikánská strana Československa、SPR-RSČ）
1990年3月に結成された右派政党。ロマ人の排斥など民族主義的色彩が強い政策を掲げている。
- 自治民主運動＝モラビア・シレジア協会（Hnutí za samosprávnou demokracii - Společnost pro Moravu a Slezsko、HSD-SMS）　
1990年4月に結成されたモラビア・シレジア地域の自治権を要求する政治運動。1990年選挙では連邦議会両院とチェコ国民評議会で議席を得た。

## 選挙結果
| 登録有権者 | 7,738,981 |
| 投票者数   | 6,583,988 |
| 投票数     | 6,576,026 |
| 投票率     | 85.08%    |
| 有効投票数 | 6,473,250 |
| 有効投票率 | 98.44%    |

| 党派もしくは政党連合                               | 党派もしくは政党連合                               | 得票数    | 得票率 | 議席数 |
| -------------------------------------------------- | -------------------------------------------------- | --------- | ------ | ------ |
| Koalice ODS-KDS                                    | ODS 市民民主党                                     | 1,924,483 | 29.73% | 76     |
| Koalice ODS-KDS                                    | KDS キリスト教民主党                               | 1,924,483 | 29.73% | 76     |
| Koalice Levý blok 左翼ブロック                     | KSČM ボヘミア・モラビア共産党                      | 909,490   | 14.05% | 35     |
| Koalice Levý blok 左翼ブロック                     | Demokratika levice 民主左翼                        | 909,490   | 14.05% | 35     |
| ČSSD チェコ社会民主主義                            | ČSSD チェコ社会民主主義                            | 422,736   | 6.53%  | 16     |
| LSU 自由社会同盟                                   | ČSS チェコスロバキア社会党                         | 421,988   | 6.52%  | 16     |
| LSU 自由社会同盟                                   | SZ 緑の党                                          | 421,988   | 6.52%  | 16     |
| LSU 自由社会同盟                                   | Hnutí zemědělců 農業者運動                         | 421,988   | 6.52%  | 16     |
| LSU 自由社会同盟                                   | Zemědělská strana 農業党                           | 421,988   | 6.52%  | 16     |
| KDU-ČSL キリスト教民主同盟＝チェコスロバキア人民党 | KDU-ČSL キリスト教民主同盟＝チェコスロバキア人民党 | 406,341   | 6.28%  | 15     |
| SPR-RSČ 共和国連盟＝チェコスロバキア共和党         | SPR-RSČ 共和国連盟＝チェコスロバキア共和党         | 387,026   | 5.98%  | 14     |
| ODA 市民民主同盟                                   | ODA 市民民主同盟                                   | 383,705   | 5.93%  | 14     |
| HSD-SMS 自治民主運動＝モラビア・シレジア協会       | HSD-SMS 自治民主運動＝モラビア・シレジア協会       | 380,088   | 5.87%  | 14     |
| OH 市民運動                                        | OH 市民運動                                        | 297,406   | 4.59%  | 0      |
| その他                                             | その他                                             | 939,987   | 14.52% | 0      |
| 合計                                               | 合計                                               | 6,473,250 |        | 200    |

出典：（チェコ）下院選挙－1992年 （6月5～6日）。2011年7月23日閲覧。議席を得た政党と次点政党以外の政党及び連合については「その他の政党」として得票を合算した。